# Велисити Вон
Велисити Вон (англ. Velicity Von), настоящее имя Лиза Янг (англ. Lisa Young); род. 5 февраля 1979, Детройт, Мичиган, США) — американская порноактриса и модель.

## Биография
Велисити Вон, родилась 5 февраля 1979 года в городе Детройт, штат Мичиган, США. После окончания учёбы, она пошла работать ассистентом дантиста в одну из местных стоматологических клиник. Однако работа её не вдохновляла, и когда ей исполнилось 20 лет, начала свою карьеру фотомодели, где по контракту проработала несколько лет. За это время она успела сняться в большом количестве фотосессий для многих известных журналов.
В 2005 году Велисити побывала на съёмках порнофильма, и решила попробовать себя в роли порноактрисы. Съёмки прошли успешно, для этого Велисити имела все данные: очень большую грудь и красивую попу. Принимала участие в разнообразных порно-жанрах.
Работала по контракту со студиями Red Light District Video, Bang Bros, Brazzers, Reality Kings, Pink Visual и Platinum X Photography.
Имеет несколько татуировок: плетеный браслет на левом бицепсе; голая фея с маленькой бабочкой над правой ягодицей; сердце, пистолет, собака и голова тигра со стрелой в ней, идущей вокруг левого запястья.
В 2012 году ушла из порноиндустрии.
По данным на 2020 год, Велисити Вон снялась в 222 порнофильмах.

## Премии и номинации
- 2011 «AVN Award» номинация — Лучшее лесбийская групповая сцена — Girlvana 5 (вместе с Бриджит Би, Бринн Тайлер, Чарли Чейз, Кортни Каммз, Джейден Джеймс, Джулия Энн, Kirra Lynne, Мисси Стоун, Моник Александр, Никки Роудс, Raylene, Сара Ванделла, София Санти, Мэделин Мэри).
- 2009 «AVN Award» номинация — Лучшая групповая сцена (видео) — Oil Overload 1 (вместе с Анжеликой Валентайн, Мануэлем Феррарой, August Knight и Savannah Gold).
- 2008 «AVN Award» номинация — Лучшая сцена триолизма — Pump My Ass Full of Cum (вместе с Эрик Эверхард и Стив Холмс).
- 2008 Urban Spice Awards номинация — Best Interracial Star[3].
- 2007 «AVN Award» номинация — Лучшая групповая сцена (видео) — Big Phat Wet Ass Orgy 2 (вместе с Annabelle, Luissa Rosso, Luscious Lopez, Mya Kiss, Наоми, Sophia Castello, Брайан Пампер, Byron Long, Charlie Mac, Cun Tree, L.T. Turner, Mark Anthony и Nate Turnher)[4][5].